# 20th Century Boys
20th Century Boys (20世紀少年 Nijūseiki Shōnen?) är en mangaserie skriven och tecknad av Naoki Urasawa. Den gavs ut av Shogakukan åren 1999–2006 i magasinet Big Comic Spirits. Shogakukan samlade senare kapitlen till 22 tankōbon-volymer. Viz Media publicerade de engelskspråkiga utgåvorna. En uppföljare, 21st Century Boys (21世紀少年 Nijūisseiki Shōnen?), kom 2007 i två tankōbon-volymer. Handlingen kretsar kring Kenji Endō och hans barndomsvänner som får reda på att en mystisk kultledare, kallad "Friend", vill förgöra världen. Mangans titel är tagen från rockbandet T. Rexs låt "20th Century Boy". I Japan blev serien en stor försäljningsframgång och belönades med flera priser.

## Utgivning och annan media
20th Century Boys har givits ut av Shogakukan i Big Comic Spirits från 1999 till 2006. Totalt släpptes 249 kapitel i 22 tankōbon-volymer. Skaparen Naoki Urasawa skrev den samtidigt som sin andra mangaserie, Monster. En uppföljare till serien har släppts under titeln 21st Century Boys med 16 kapitel i två tankōbon-volymer. Den engelskspråkiga översättningen för båda serierna publicerades av Viz Media.
En filmtrilogi baserad på 20th Century Boys tillkännagavs i december 2006, med regissör Yukihiko Tsutsumi. Rollsättningen till filmerna avslöjades i februari 2008. Huvudrollen Kenji Endō spelades av Toshiaki Karasawa.

## Mottagande
Serien har försäljningssiffror på 36 miljoner exemplar i Japan. Den har vunnit flera utmärkelser, bland annat Seiun- och Eisnerpriset åren 2008, 2011 och 2013.
Kritikern Jason Thompson hyllade 20th Century Boys för att vara en nostalgi-serie och jämförde den med romaner av Stephen King, som Det. Magasinet Paste placerade den i sin lista "10 Essential Manga That Should Belong in Every Comic Collection".